# Национален аграрно-промишлен съюз
Националният аграрно-промишлен съюз (съкратено НАПС) е организация за управление на селското стопанство в Народна република България от края на 1970-те и през първата половина 1980-те години. През периода от 1979 до март 1986 г. е изпълнявал функции на министерство на селското стопанство, след което е асоциация към възстановеното Министерство на земеделието и горите.

## История
На 29 април 1979 г. тогавашното Министерство на земеделието и хранителната промишленост е закрито, а тази функция поема новосъздаденият Национален аграрно-промишлен съюз (НАПС), изпълнявана до 21 март 1986 г., когато е създадено Министерство на земеделието и горите с министър Алекси Иванов, докато НАПС става асоциация която е доброволен съюз на самоуправляващите се селскостопански и хранителни организации под ръководството на Министерство на земеделието и горите. Председатели на асоцияция НАПС в този период са Александър Петков от март до декември 1986 и Желю Добрев от декември 1986 до 1989, като в това си качество и двамата са заместник министри на земеделския министър Алекси Иванов.
Учреден е на 5 август 1976 г. Обединява окръжните аграрно-промишлени съюзи на основните производствени единици, наречени аграрно-промишлени комплекси, създадени съответно по окръзи и по общини преди това.
Опитът в изграждането на НАПС като съюз на кооперативните и държавните стопанства в цялата държава, обхващащ частично производството на храни и изпълняващ също и държавни функции, е послужил в голяма степен за разработване на концепцията за аграрно-промишлен комплекс в рамките на целия Съветски съюз от края на 1970-те години.

## Структура
Териториалните звена на НАПС са:
- окръжен аграрно-промишлен съюз (ОАПС) – на ниво окръг;
- комплекси – на ниво община:
  - аграрно-промишлен комплекс (АПК),
  - научен аграрно-промишлен комплекс (НАПК),
  - промишлено-аграрен комплекс (ПАК).

### Окръжни съюзи
Окръжни аграрно-промишлени съюзи са учредени във всички окръзи на България като управително тяло над комплексите. Те имат сравнително малък щатен състав и се занимават най-вече с координиране на производствената и иновационната дейност в областта на селското стопанство в рамките на окръга.

### Комплекси
Създаването на АПК, НАПК и ПАК цели постепенно ограничаване на кооперативния начин на производство и управление на кооперативната собственост върху земята и средствата за селскостопанско производство, осъществявани в ТКЗС под държавен контрол.
Аграрно-промишлени комплекси

Аграрно-промишленият комплекс е масовият вид комплекс в селското стопанство. Изгражда се на териториален принцип, като обединява всички земеделски стопанства в съответната община – трудово-кооперативните (ТКЗС) и държавните (ДЗС), и съвместни предприятия като машинотракторни станции и др. В редки случаи в дадена община функционират 2 АПК. Кампанията за създаването на АПК е през 1970 г.
В началния етап (1970 – 1974) АПК е доброволно обединение на ТКЗС и има минимален административен и консултативен състав, без да оказва пряко влияние върху икономиката на съставните стопанства. От 1975 г. е отнета икономическата самостоятелност на ТКЗС и те са превърнати в производствени стопанства в АПК – по едно-единствено за всяко населено място или за няколко съседни населени места.
В началото на 1980-те години производствените стопанства са преименувани на производствени бригади, което води до още по-голяма централизация на управлението. Изборът на ръководители на окрупнените бригади (на мястото на бившите председатели на стопанства) от кооператорите и работещите е изместен от назначаване.
С превръщането на АПК в основна производствена единица, обединила бившите кооперации, и поставянето му в подчиненост на окръжния съюз приключва процесът на развитие на социалистическите производствени отношения в селското стопанство. С това до голяма степен окончателно се ликвидира колективният принцип на собственост, управление и разпределение в селското стопанство, пропагандирани при създаването на ТКЗС.
Научни аграрно-промишлени комплекси
Научни аграрно-промишлени комплекси са изграждани в общини, в които има научен институт. Те включват, освен рутинно селскостопанско производство, също и внедрителска дейност.
Промишлено-аграрни комплекси
Промишлено-аграрните комплекси са изградени най-вече за съчетаване на селскостопанското производство с някои промишлени производства. Най-често ПАК са обединения между производствените стопанства в района на големите захарни заводи в България. По този начин се търси специализация на определени райони на страната в производство на технически култури (на захарно цвекло например).